# Edita Schubert
Pour les articles homonymes, voir Schubert (homonymie).
Edita Schubert née à Virovitica, le 17 juin 1947, morte le 25 juillet 2001 est une artiste peintre croate.

## Biographie

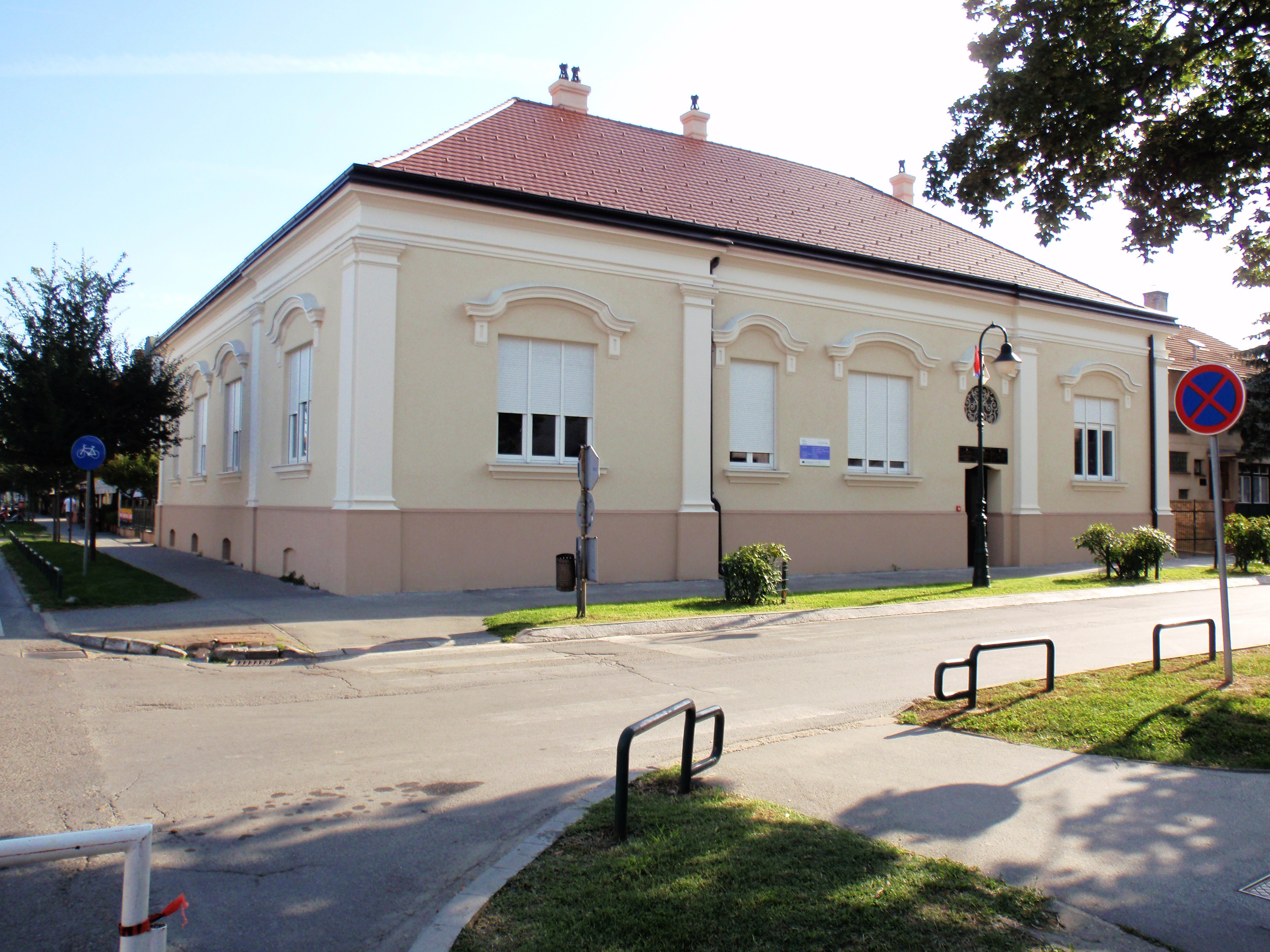
Edita Schubert a vécu au centre de Virovitica dans la maison de Schubert jusqu'en 1962.

Edita Schubert est née à Virovitica en 1947, dans une famille d'origine germano-italienne. Son père est dentiste. En 1962, la famille s'installe à Zagreb. En 1971, elle est diplômée en peinture de l'Académie des Beaux-Arts de l'Université de Zagreb (hr) .
De 1973 à 2001, elle dessine des anatomies pour le Département d'anatomie de la Faculté de médecine de Zagreb,. Ses dessins illustrent de nombreux manuels d'anatomie.
En 1970, ses premières œuvres sont hyperréalistes. Elle représente les objets du quotidien. Elle explore les possibilités et les limites la peinture. À la fin des années 1970, ses œuvres peintes deviennent installations faites de matériaux modestes sur des surfaces peintes.
Au début des années quatre-vingt, Edita Schubert crée une série d'œuvres de grand format de style  géométrique. Dans ces œuvres, elle utilise de l'acrylique sur papier et des couleurs spécifiques bleues et rouges, auxquelles elle ajoute également du noir.
Pour Self portrait behind the Canvas de 1977, elle découpe un triangle dans une toile tendue dans lequel elle positionne des photos de diverses parties de son corps.
En 1978, avec Long Line, elle enroule et compresse une toile brute pour en former un objet sphérique.
À la fin des années 1980, elle se tourne vers l’abstraction géométrique, explorant l’étendue de la toile et les limites fixées par le cadre à travers des zones de couleurs vives. Elle crée une série de collages à partir d'articles de journaux sur lesquels elle ajoute des lignes noires horizontales et verticales, pour dénoncer la censure.
Dans son installation sans titre de 1996, elle pose six autoportraits peints sur des trépieds photographiques, illustrant l’artiste à six moments. Elle place sur les murs à côté des autoportraits des codes-barres. Elle questionne les notions d’individualité, d’identité et de représentation.

## Prix et distinction
- prix, 10e Salon de la Jeunesse 1978, 1980
- prix des arts visuels de Vjesnik, 2000
- prix Josip Račić pour l'exposition My Apartment, 2008[8].